# Comuna Parchowo
Comuna Parchowo sau comuna Parchòwò (poloneză gmina Parchowo, cașubiană gmina Parchòwò) este o comună rurală din powiat-ul bytowski, voievodatul Pomerania, din partea septentrională a Poloniei. Sediul administrativ este satul Parchowo. Conform datelor din 2004 comuna avea 3.392 de locuitori. Întreaga suprafață a comunei Parchowo este 130,91 km².
La data de 16 august 2006 comuna Parchowo a fost declarată oficial bilingvă, cu limbă regională cașubiană.
În comuna sunt 10 sołectwo-uri: Chośnica, Gołczewo, Grabowo Parchowskie, Jamno, Jeleńcz, Nakla, Nowa Wieś, Parchowo, Sylczno și Żukówko. Comuna învecinează cu trei comune ale powiat-ului bytowski (Czarna Dąbrówka, Bytów și Studzienice), două comune ale powiat-ului kartuski (Sulęczyno și Sierakowice) și o comună a powiat-ului kościerski (Lipusz).
Înainte de reforma administrativă a Poloniei din 1999, comuna Parchowo a aparținut voievodatului Słupsk.